# ۹۶۷ (خورشیدی)
۹۶۷ نهصد و شصت و هفتمین سال هجری خورشیدی است.

## رویدادها
- ۱۵ مرداد – ناوگان اسپانیایی آرمادا در سواحل گراویلینز از نیروی دریایی انگلستان شکست خورد.